# Moeda de prata
As moedas de prata são possivelmente a forma mais antiga de cunhagem produzida em massa. A prata tem sido usada como metal de cunhagem desde os tempos dos gregos; seus dracmas de prata eram moedas comerciais populares. Os persas antigos usavam moedas de prata entre 612-330 a.C. Antes de 1797, os centavos britânicos eram feitos de prata.
Como em todas as moedas colecionáveis, muitos fatores determinam o valor de uma moeda de prata, como sua raridade, demanda, condição e o número originalmente cunhado. As moedas de prata antigas cobiçadas pelos colecionadores incluem o denário e o miliarense, enquanto as moedas de prata colecionáveis mais recentes incluem o dólar de Morgan e o dólar espanhol.
Além das moedas de prata dos colecionadores, as moedas "bullion" de prata são populares entre as pessoas que desejam uma "cobertura" em relação à inflação da moeda ou reserva de valor. A prata tem um símbolo de moeda internacional de XAG sob ISO 4217.

## Origens e desenvolvimento inicial de moedas de prata

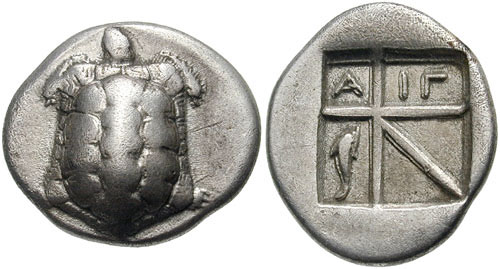
Dracma de prata da ilha de Egina, após 404 a.C.

As moedas mais antigas do mundo foram cunhadas no reino de Lídia, na Ásia Menor, por volta de 600 a.C. As moedas de Lídia eram feitas de eletro, uma liga de ouro e prata que ocorre naturalmente, disponível no território de Lídia. O conceito de cunhagem, ou seja, pedaços de metal estampados com um peso especificado, espalhou-se rapidamente para regiões adjacentes, como Egina. Nessas regiões vizinhas, habitadas por gregos, as moedas eram feitas principalmente de prata. Como comerciantes gregos negociavam com comunidades gregas (colônias) em todo o Mar Mediterrâneo, o conceito de moeda grega logo se espalhou pelo comércio para toda a região mediterrânea. Essas primeiras moedas de prata gregas eram denominadas em estáteres ou dracmas e suas frações (óbolos).
Mais ou menos simultaneamente com o desenvolvimento das cédulas da Lídia e da Grécia, um sistema de cunhagem foi desenvolvido independentemente na China. As moedas chinesas, no entanto, eram um conceito diferente e eram feitas de bronze.
Na região do Mediterrâneo, as moedas de prata e outras de metais preciosos foram posteriormente complementadas com moedas locais de bronze, que serviram para pequenas trocas, úteis para transações em que pequenas somas estavam envolvidas.
As moedas dos gregos foram emitidas por um grande número de cidades-estados, e cada moeda trazia uma indicação de seu local de origem. Os sistemas de cunhagem não eram totalmente iguais de um lugar para outro. No entanto, o chamado padrão da Ática, o padrão de Corinto, o padrão aiginético e outros padrões definiram o peso adequado de cada moeda. Cada um desses padrões foi usado em vários locais da região do Mediterrâneo.
No século IV a.C., o Reino da Macedônia passou a dominar o mundo grego. O mais poderoso de seus reis, Alexandre, o Grande, finalmente lançou um ataque ao Reino da Pérsia, derrotando-o e conquistando-o. O Império de Alexandre desmoronou após sua morte em 323 a.C., e a região leste do Mediterrâneo e o oeste da Ásia (anteriormente território persa) foram divididos em um pequeno número de reinos, substituindo a cidade-estado como a principal unidade do governo grego. As moedas gregas passaram a ser emitidas por reis e apenas em menor grau pelas cidades. O tetradracma (quatro dracmas) era uma moeda popular em toda a região. Esta era é referida como a era helenística.
Enquanto grande parte do mundo grego estava sendo transformado em monarquias, os romanos estavam expandindo seu controle por toda a Península Italiana. Os romanos cunharam suas primeiras moedas durante o início do século III a.C. As moedas mais antigas eram — como outras moedas da região — dracmas de prata com uma cunhagem de bronze suplementar. Mais tarde, eles voltaram ao denário de prata como moeda principal. O denário permaneceu uma importante moeda romana até que a economia romana começou a desmoronar. Durante o século III d.C., o antoniniano foi cunhado em grande quantidade. Originalmente, era uma moeda "de prata" com baixo teor de prata, mas desenvolvida através de estágios de depreciação (às vezes lavada com prata) para moedas de bronze puro.
Embora muitas regiões governadas por monarcas helenísticos estivessem sob controle romano, isso não levou imediatamente a um sistema monetário unitário em toda a região do Mediterrâneo. As tradições locais de moedas nas regiões orientais prevaleceram, enquanto o denário dominou as regiões ocidentais. As moedas gregas locais são conhecidas como moedas imperiais gregas.
Além dos gregos e dos romanos, também outros povos da região do Mediterrâneo emitiram moedas. Estes incluem os fenícios, os cartagineses, os judeus, os celtas e várias regiões da Península Ibérica e da Península Arábica.
Nas regiões ao leste do Império Romano, que antes eram controladas pelos selêucidas helenísticos, os partas criaram um reino na Pérsia. Os partas emitiram uma série relativamente estável de dracmas de prata e tetradracmas. Depois que os partas foram derrubados pelos sassânidas em 226 d.C., a nova dinastia da Pérsia começou a cunhar seus distintos dracmas finos e prateados, que se tornaram um símbolo de seu império até a conquista árabe no século VII d.C.

## Moedas de prata na cultura popular
Às vezes, uma moeda de prata ou moedas são colocadas sob o mastro ou na quilha de um navio como um amuleto de boa sorte. Essa tradição provavelmente se originou com os romanos.